# Satoru Noda
Satoru Noda (japonsky 野田 知, * 19. března 1969) je bývalý japonský fotbalista.

## Klubová kariéra
Hrával za Yokohama Marinos, Avispa Fukuoka a Volca Kagoshima.

## Reprezentační kariéra
S japonskou reprezentací se zúčastnil Mistrovství Asie ve fotbale 1988.